# Lipocarpha schomburgkii
Lipocarpha schomburgkii är en halvgräsart som först beskrevs av Friedl., och fick sitt nu gällande namn av Gordon C. Tucker. Lipocarpha schomburgkii ingår i släktet Lipocarpha och familjen halvgräs. Inga underarter finns listade i Catalogue of Life.